# Alvin Plantinga
Alvin Plantinga, född 15 november 1932 i Ann Arbor, Michigan, USA, är en amerikansk filosof, verksam vid University of Notre Dame. 

## Biografi
Plantinga har främst ägnat sig åt religionsfilosofi, metafysik och kunskapsteori. Inom religionsfilosofin har han bland annat konstruerat en modern variant av det ontologiska Gudsbeviset. Han är även känd som en förgrundsgestalt inom den så kallade reformerta epistemologin. Stor uppmärksamhet har Plantingas artikel om den "fria viljans försvar", vilken behandlar det logiska problemet med ondskan och Guds existens.. Plantinga var medlem i International Society for Complexity, Information and Design som förespråkar intelligent design  och hållit föredrag vid flera konferenser om intelligent design. 
Plantinga har recenserat den brittiske biologen Richard Dawkins bok Illusionen om Gud och menar bland annat att "The God Delusion is full of bluster and bombast, but it really doesn't give even the slightest reason for thinking belief in God mistaken, let alone a ’delusion’."

## Böcker i urval
- God and Other Minds (1967)
- The Nature of Necessity (1974)
- God, Freedom and Evil (1974)
- Does God Have a Nature (1980)
- Warrant: the Current Debate(1993)
- Warrant and Proper Function (1993)
- Warranted Christian Belief (2000)